# Desierto de Escalante

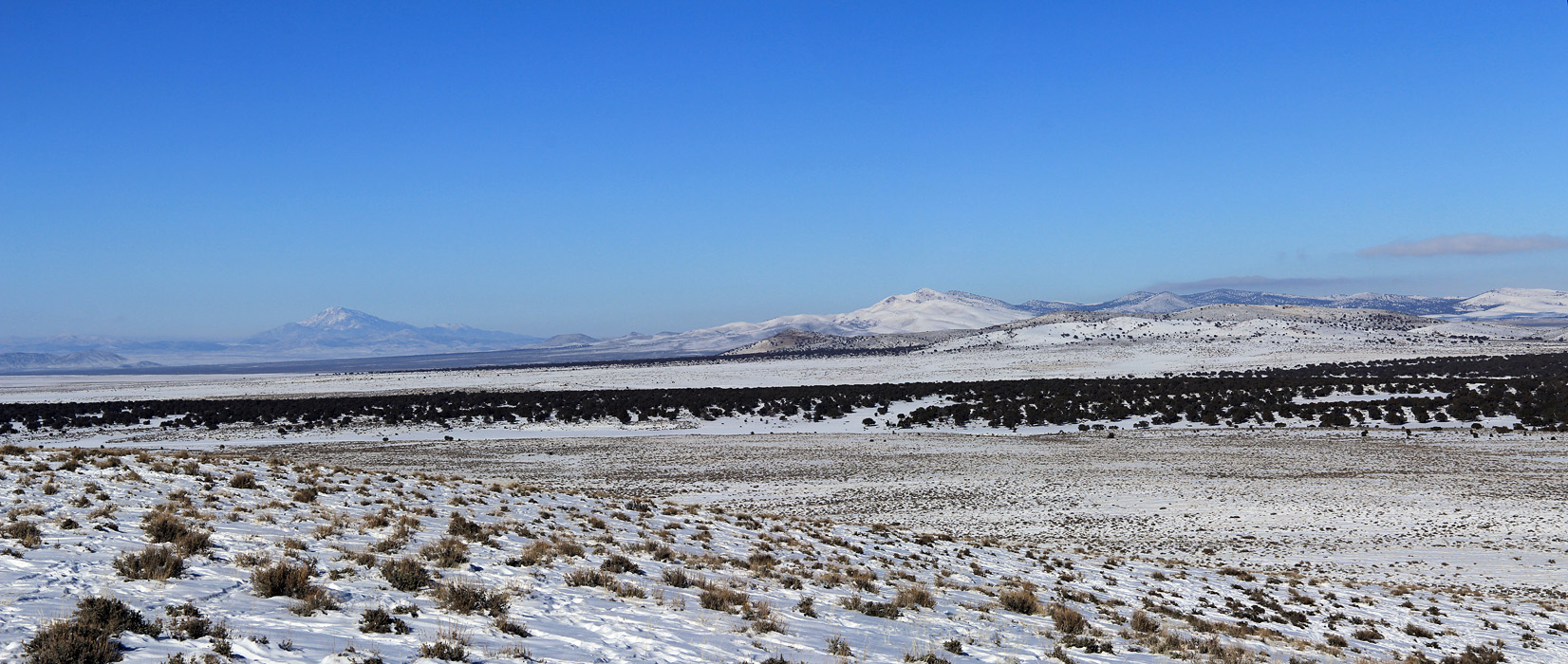
Desierto de Escalante

El desierto de Escalante es una región de la Gran Cuenca geográfica y ecorregión árido desierto, en la bioma de desiertos y matorrales xerófilos, situado en el suroeste de Utah, Estados Unidos.

## Geografía
El desierto de Escalante está al noroeste de Cedar City en el Condado de Iron, y se extiende en parte del Condado de Millard.  La región se extiende por la mayor parte de Iron County, que cada año cuenta con 13 pulgadas (330 mm) de lluvia y 5,9 pies (1,8 m) nevadas. La región Escalante también se encuentra principalmente entre la Ruta Estatal 56 y la Ruta 21, así como al norte y al oeste de la Interestatal 15.
De crestas periféricas de la región Escalante Desierto, la elevación disminuye lentamente a Lund Pisos (38 ° 01'19 "N 113 ° 26'20 " W),  que tiene vías del ferrocarril entre Milford y Lund.

## El hundimiento
Cerca de Beryl Junction (37 ° 42'34 "N 113 ° 39'22 " W) tres fisuras formadas por sospecha de subsidencia relacionados con aguas subterráneas causada por la extracción de aguas subterráneas para el riego agrícola.
- Datos: Q1366782
- Multimedia: Escalante Desert / Q1366782